# Wetaskiwin
Wetaskiwin [wɛˈtæskəwən] ist eine Gemeinde in Alberta, Kanada die seit 1906 den Status einer Stadt (englisch City) hat. Die Stadt liegt in der Region Zentral-Alberta und befindet sich circa 70 km südlich von Edmonton. Der Name der Stadt leitet vom Cree-Wort wītaskīwin-ispatinaw („Hügel des Friedens“) ab.
Wetaskiwin befindet sich in einem Gebiet, das einstmals die Küste eines Ozeans war, der vor Millionen von Jahren große Teile Albertas  bedeckte. Das nordwestliche Gebiet von Wetaskiwin wird von sandigen Hügeln charakterisiert, während das Gebiet im Südosten flach ist und nasse Bodenverhältnisse aufweist.
In Wetaskiwin ist das Reynolds-Alberta Museum, ein großes Museum zum Thema Industrialisierung in Alberta, und die Ruhmeshalle der kanadischen Luftfahrt. Unmittelbar südlich der Stadtgrenze findet sich als weiteres Museum auch noch das Alberta Central Railway Museum.

## Demographie
Der Zensus im Jahr 2016 ergab für die Gemeinde eine Bevölkerungszahl von 12.655 Einwohnern, nachdem der Zensus im Jahr 2011 für die Gemeinde noch eine Bevölkerungszahl von 12.525 Einwohnern ergab. Die Bevölkerung hat dabei im Vergleich zum letzten Zensus im Jahr 2011 nur um 1,0 % zugenommen und liegt damit weit unter dem Provinzdurchschnitt mit einer Bevölkerungszunahme in Alberta um 11,6 %. Im Zensuszeitraum 2006 bis 2011 hatte die Einwohnerzahl in der Gemeinde noch um 7,2 % zugenommen, während sie im Provinzdurchschnitt um 10,8 % zunahm.

## Politik
Wie die meisten ländlichen Gebiete in Alberta tendiert Wetaskiwin dazu, bei den Wahlen zum Unterhaus sehr konservativ zu wählen. Bei der Wahl zum kanadischen Unterhaus 2019 erhielt der Kandidat der Konservativen 72 % der abgegebenen Stimmen, während auf den zweitplatzierten Kandidaten der Liberalen nur 12 %  der abgegebenen Stimmen entfielen.

## Verkehr
Wetaskiwin ist verkehrstechnisch gut erschlossen und liegt am Alberta Highway 13, welcher in Ost-West-Richtung die Gemeinde durchquert, sowie am Alberta Highway 2A, welcher wenige Meilen westlich der Stadt in Nord-Süd-Richtung verläuft. Weiterhin liegt die Stadt an einem Kreuzungspunkt von mehreren Eisenbahnstrecke der Canadian Pacific Railway. Der örtliche Flughafen (IATA-Code: -, ICAO-Code: -, Transport Canada Identifier: CEX3) liegt im Westen der Stadt und hat nur eine asphaltierte Start- und Landebahn von 1185 m Länge.
Wetaskiwin zeichnet sich dadurch aus, die höchste Anzahl von verkauften Autos pro Einwohner in Kanada zu haben. Dies wird größtenteils durch eine Zusammenarbeit der Autohändler entlang der sogenannten Automeile bewirkt, die auf die Stadt zugeschnittene Werbekampagnen produzieren.

## Söhne und Töchter der Stadt
- Jackson Davies (* 1950), Schauspieler
- Val Fonteyne (* 1959), Eishockeyspieler
- Kelly Kisio (* 1959), Eishockeyspieler
- Rod Buskas (* 1961), Eishockeyspieler und -trainer
- Kurt Max Runte (* 1961), Schauspieler
- Brett Gladman (* 1966), Professor für Physik und Astronomie
- Martin Sonnenberg (* 1978), Eishockeyspieler
- Allen York (* 1989), Eishockeytorwart